# Ilja Bjakin
Ilja Vladimirovitsj Bjakin (Russisch: Илья Владимирович Бякин) (Jekaterinenburg, 2 februari 1963) is een Russisch ijshockeyer.
Bjakin won tijdens de Olympische Winterspelen 1988 de gouden medaille met de Sovjetploeg.
Bjakin werd zesmaal wereldkampioen.